# Tricentroides orcus
Tricentroides orcus är en insektsart som beskrevs av Buckton. Tricentroides orcus ingår i släktet Tricentroides och familjen hornstritar. Inga underarter finns listade i Catalogue of Life.